# Delarbrea longicarpa
Delarbrea longicarpa är en araliaväxtart som beskrevs av René Viguier. Delarbrea longicarpa ingår i släktet Delarbrea och familjen Araliaceae. Inga underarter finns listade.